# Harbridge and Ibsley

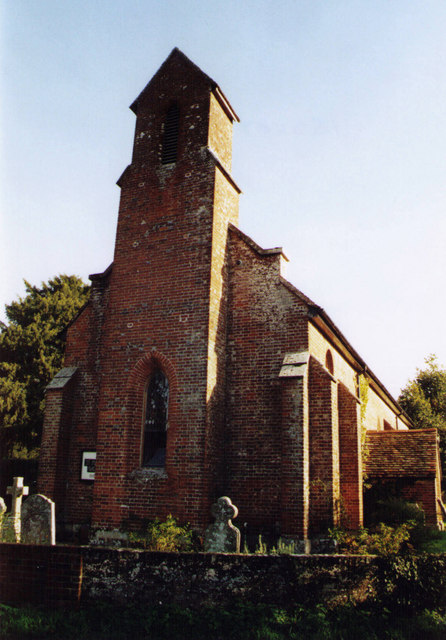
Ibsley

Harbridge and Ibsley var en civil parish från 1932 till 1979 då den blev en del av Ellingham, Harbridge and Ibsley, i distriktet New Forest, i grevskapet Hampshire, i England. Civil parish var belägen 5 km från Ringwood och hade 565 invånare år 1971.